# برونو زاگو
برونو زاگو (انگلیسی: Bruno Zago؛ زادهٔ ۲ دسامبر ۱۹۱۹) بازیکن فوتبال اهل یوگسلاوی است.
از باشگاه‌هایی که در آن بازی کرده‌است می‌توان به باشگاه فوتبال اینتر میلان و باشگاه فوتبال اودینزه اشاره کرد.